# Сохатский, Владимир Александрович
Влади́мир Алекса́ндрович Соха́тский (28 декабря 1989, Уфа, РСФСР) — российский хоккеист, вратарь. Воспитанник уфимского «Салавата Юлаева». В настоящее время является игроком клуба «Югра», выступающего в ВХЛ.

## Карьера
Свою профессиональную карьеру 18-летний Владимир начал в 2006 году в составе местного молодёжного клуба «Салават Юлаев-2»(ныне хоккейный клуб «Толпар»). В дебютном сезоне провел девять матчей и пропустил девятнадцать шайб. Всего с 2007 по 2009 года уфимский голкипер сыграл за свою команду 48 матчей и пропустил 80 шайб. В 2009 году была создана Молодёжная хоккейная лига. Вместе с этим команда Салават Юлаев-2 была переименована в «Толпар». В год создания лиги Сохатский, защищал ворота своей команды в 34 матчах(включая регулярный чемпионат и плей-офф).

### «Торос»
Летом 2010 года Владимир Сохатский перешёл нефтекамский «Торос». Дебютный матч за команду сыграл 13 сентября 2010 года против нижнетагильского «Спутника». В этом матче «Торос» проиграл «Спутнику» со счетом 3:2 в овертайме. Большую часть сезона отсиживался в скамейке для запасных. Причем во многих матчах Сохатский заменялся во время матчей(в дебютном сезоне это было 5 раз). Следующий сезон выдался для него более удачно. Он стал фактически основным вратарем команды. В самом начале сезона впервые за выступление за нефтекамский клуб оформил шатаут в выездном матче против «Титана». Ещё через год Сохатский твёрдо закрепил за собой роль незаменимого вратаря команды. Особенно блистательно проявил себя в плей-офф 2014 года, когда в двух матчах из четырёх, отстоял ворота в неприкосновенности.

### «Салават Юлаев»
Владимир Сохатский вступил в стан своей родной команды в 2012 году. Однако в будущем сезоне, голкипер не провел ни одной игры. В сезоне 2013/2014 Владимир Сохатский сыграл 6 матчей в регулярном чемпионате. Дебютировал за «Салават Юлаев» 13 декабря 2013 года в выездном матче против череповецкой «Северстали», когда на 47-й минуте матча заменил Алексея Волкова при счете 4:1 в пользу череповчан. В итоге «Салават Юлаев» проиграл эту игру со счетом 5:3. Из-за травмированного Алексея Волкова, Сохатский в плей-офф КХЛ 2014 года являлся сменщиком Андрея Василевского.

### Достижения
- Обладатель Кубка Братины 2011/2012 в составе «Тороса»
- Обладатель Кубка Братины 2012/2013 в составе «Тороса»
- Бронзовый призёр чемпионата МХЛ 2009/2010 в составе «Толпара»
- Бронзовый призёр чемпионата КХЛ 2013/2014 в составе «Салавата Юлаева»
- Обладатель Кубка Петрова 2020/2021 в составе "Югры"

## Статистика выступлений
Последнее обновление: 6 апреля 2014 года
|           |                 |             | Регулярный сезон | Регулярный сезон | Регулярный сезон | Регулярный сезон | Регулярный сезон | Регулярный сезон | Плей-офф | Плей-офф | Плей-офф | Плей-офф | Плей-офф | Плей-офф |
| Сезон     | Команда         | Лига        | Игр              | М                | ПШ               | «0»              | КН               | %                | Игр      | М        | ПШ       | «0»      | КН       | %        |
| --------- | --------------- | ----------- | ---------------- | ---------------- | ---------------- | ---------------- | ---------------- | ---------------- | -------- | -------- | -------- | -------- | -------- | -------- |
| 2006/2007 | Салават Юлаев-2 | Первая лига | 9                |                  | 19               |                  | 2.11             |                  | —        | —        | —        | —        | —        | —        |
| 2007/2008 | Салават Юлаев-2 | Первая лига | 13               |                  | 32               |                  |                  |                  | —        | —        | —        | —        | —        | —        |
| 2008/2009 | Салават Юлаев-2 | Первая лига | 35               |                  | 59               |                  | 1.69             |                  | —        | —        | —        | —        | —        | —        |
| 2009/2010 | Толпар          | МХЛ         | 32               | 1808             | 68               | 4                | 2.26             | 91.2             | 2        | 103      | 5        | 0        | 2.31     | 89.4     |
| 2010/2011 | Торос           | ВХЛ         | 10               | 295              | 15               | 0                | 3.05             | 88.7             | 1        | 34       | 1        | 0        | 1.72     | 95.2     |
| 2011/2012 | Торос           | ВХЛ         | 32               | 1814             | 70               | 2                | 2.31             | 91.7             | 16       | 1000     | 26       | 1        | 1.56     | 94.3     |
| 2012/2013 | Торос           | ВХЛ         | 47               | 2772             | 86               | 7                | 1.86             | 93.0             | 19       | 1142     | 30       | 6        | 1.58     | 93.6     |
| 2012/2013 | Салават Юлаев   | КХЛ         | —                | —                | —                | —                | —                | —                | —        | —        | —        | —        | —        | —        |
| 2013/2014 | Торос           | ВХЛ         | 32               | 1921             | 49               | 5                | 1.53             | 93.7             | 4        | 240      | 3        | 2        | 0.75     | 97.7     |
| 2013/2014 | Салават Юлаев   | КХЛ         | 6                | 304              | 13               | 0                | 2.56             | 91.1             | 2        | 9        | 1        | 0        | 6.41     | 85.7     |
| 2014/2015 | Салават Юлаев   | КХЛ         | 24               | 1282:23          | 48               | 2                | 2.21             | 92.1             |          |          |          |          |          |          |
| Всего     | Всего           | Всего       | 216              | 8914             | 411              | 18               | 2.25             |                  | 44       | 2528     | 66       | 9        | 2.48     |          |